# 末木恭彦
末木 恭彦（すえき やすひこ、1952年8月2日 - ）は、日本の中国哲学者。駒澤大学名誉教授。朱子学、徂徠学に地道な研究を進める。六十歳を過ぎて井筒俊彦の哲學に深い影響を受ける。

## 経歴
1952年、山梨県甲府市生まれ。中学卒業までを甲府で過ごす。幼少時から人と交わるのが苦手であったが、気の合う少数の友人とは深く交わる。中学時代に中国に深い興味を抱く。
高校は桐朋高校へ進む。高橋毅や森雅雄、土屋俊などと親しくする。この時期学生運動の影響を強く受けた。また、高校時代から父末木剛博、兄末木文美士と家庭内の勉強会を行っており、幅広く耳学問をした。高校時代兄と一緒に『ガロ』を購入して読んでおり、一時は本気で漫画評論家を目指した。漫画への志向は1975年から少女漫画へ向かい、萩尾望都、大島弓子、倉田江美などを愛好する。
一浪後1972年東京大学文科三類に入学。中国語を第二外国語に選ぶ。工藤篁に影響を受ける。同じクラスに刈間文俊、藤井省三がおり、特に藤井とは特に親しくした。1974年文学部一類中国哲学専修課程進学。朱子学研究を志し学部四年次より山井湧の指導を受ける。また、福永光司が東京大学に赴任したのを受け、朱子学と道教の関係に関心を持つ。大島晃、湯川敬弘等の読書会に参加。一年遅れて中国哲学専攻に進学し、学生当時は朱子学を中心に研究していた福島仁とは親しく交わった。なお、一年前に中哲に進学・編入学していた人の中には神塚淑子、高橋忠彦、影山輝國、松村巧がいた。又同期には古藤友子がいた。佐藤一樹も修士課程同期であった。
1976年東京大学大学院中国哲学専門課程修士課程入学。1978年同博士課程進学。博士課程在学時には印度哲学、倫理学（日本思想史）の授業にも出席する。1979年10月私塾寺小屋『日本の儒学』講座（後徂徠研究会）のチューターとなる。在野で研究を続ける者や、他大学の者など、多くの同学の人々との交流を持つ。荻生徂徠『大学解』を講読する。読了後は『論語徴』へ進む。
1981年東京大学大学院博士課程を単位取得退学し、東京大学助手（文学部中国哲学研究室勤務）に就任。1986年まで勤務した。1982年結婚。1984年3月、徂徠シンポジウムが八王子セミナーハウスで開かれる。倫理学研究室の助手を務めていた黒住眞に誘われ、彼や平石直昭、小島康敬と共に準備を努める。このシンポジウムを契機に各地の日本思想史研究者と交流を持つ。1985年9月には仁齋シンポジウムが大阪大学で開かれる。子安宣邦、中村春作と知り合う。この間に寺小屋は解散するが、徂徠研は自立して存続し、今なお続いている。末木が『論語大全』、丸谷晃一が『論語古義』、澤井啓一が『論語徴』を報告して読み合わす形が長く続いた。また、この助手時代兄文美士と中哲の後輩たち（佐藤錬太郎、馬渕昌也、加治敏之、横手裕など）とで禅語録の研究会を始める。1985年10月から刈間文俊の紹介で駒澤大学中国語の非常勤講師を務めるようになり、1997年3月まで続けた。
1986年4月に東海大学専任講師（文学部日本文学科勤務）となり、徂徠シンポジウムで知り合った田尻祐一郎（日本文明専攻勤務）と同僚になる。子安宣邦との関係で、彼が中心にして進めていた江戸儒学国際シンポジウムへ参加するようになる。1990年、助教授に昇進、1996年には教授昇進。大学では漢文を教えた。在職期間中には、徂徠研究に一段落を付け、山井崑崙研究を経て、再び朱子学研究へ進むこととなった。また駒澤大学の他、中央大学（文学部哲学科）、都立大学（人文学部中国文学科）の非常勤をも務めた。中央大学では木田元の知遇を得た。父の知人であった駒澤大学の哲学教師国嶋一則から声を掛けられ、駒澤で中哲を教えることを求められる。そのため、1997年3月に東海大学を辞した。
1997年4月より駒澤大学文学部文化学教室教授となった。同時に専修大学大学院非常勤講師（文学研究科国文学専攻）、2000年3月まで。2001年、2002年、2004年東京大学教養学部非常勤講師、2002年より東海大学大学院（文学研究科日本文学専攻）非常勤講師。2005年国内在外研究を取り東京大学文学部中国思想文化学研究室私学研修員。 2002年頃から甚だしいスランプに陥り、研究が停滞する。 2006年4月駒澤大学の学部再編で文学部から総合教育研究部（文化学部門）教授に配置換え。2023年3月停年を以て退職。

## 著書
- 朱子学的思惟　（共著、有田和夫・大島晃編）　汲古書院、平成２年２月
- 現代語訳碧巌録（全三册）（末木文美士他七名の共訳注）　岩波書店　平成１３年～平成１５年（現在岩波オンデマンドブックに入る）
- 徂徠と崑崙　春風社、平成２８年